# Вознесенский, Николай Алексеевич
Никола́й Алексе́евич Вознесе́нский (18 ноября (1 декабря) 1903, село Тёплое, Чернский уезд, Тульская губерния, Российская империя — 1 октября 1950, Ленинград, СССР) — советский партийный и государственный деятель, экономист. Доктор экономических наук (1935).
Член РКП(б) с 1919 года. Член ЦК ВКП(б) (1939—1949), кандидат в члены Политбюро ЦК ВКП(б) (1941—1947), член Политбюро ЦК ВКП(б) (1947—1949), депутат Верховного Совета СССР 2-го созыва.
Академик АН СССР (27.09.1943).
Лауреат Сталинской премии первой степени (1947).
27 октября 1949 года арестован по «Ленинградскому делу». 1 октября 1950 года расстрелян. После смерти Сталина реабилитирован .

## Биография

### Ранние годы
Родился в селе Тёплое (ныне райцентр в Тульской области) в семье служащего лесной конторы. Отец, Алексей Дмитриевич, был младшим приказчиком у лесопромышленника, мать — Любовь Георгиевна.
Старший брат — известный советский экономист Александр Вознесенский.
В 1919—1920 годах возглавлял Чернскую уездную комсомольскую организацию. В 1920 году был выдвинут в Тульский губернский комитет комсомола, возглавлял планово-финансовый отдел. В 1925 году стал главным редактором Тульской областной газеты «Молодой коммунар».

### Карьерный взлёт
В 1921 году направлен на учёбу в Коммунистический университет имени Я. М. Свердлова, который окончил в 1924 году и работал в Енакиево и Артёмовске. В 1928 году направлен на учёбу в экономический Институт красной профессуры, готовивший преподавательские кадры. С 1931 года преподаватель там же. С начала 1930-х годов начали появляться его работы, посвящённые разным вопросам экономической политики советской власти; как отмечается в БРЭ, к этому времени относится и попытка «наброска» им политической экономии социализма. В 1935 году защитил диссертацию, и ему была присуждена учёная степень доктора экономических наук.
Работал в ЦКК РКИ. В 1934—1939 годах — член Комиссии советского контроля при Совете народных комиссаров СССР. С февраля 1934 года — уполномоченный КСК по Донецкой области. В 1935—1937 годах — председатель Ленинградской городской плановой комиссии и заместитель председателя исполкома Ленгорсовета.
На XVII съезде ВКП(б) (1934) был избран членом Комиссии советского контроля, а на XVIII съезде (1939) — членом ЦК ВКП(б).
В ноябре 1937 года назначен заместителем председателя Государственной плановой комиссии при Совете народных комиссаров СССР. С 19 января 1938 по 10 марта 1941 года и с 8 декабря 1942 по 5 марта 1949 года — председатель Государственной плановой комиссии при Совете народных комиссаров (Совете министров) СССР. Выступал за создание в связи с войной «огромных сырьевых, топливных, металлургических и производственных резервов».
С 4 апреля 1939 года — заместитель, с 10 марта 1941 года — 1-й заместитель председателя Совета народных комиссаров СССР.
На этой должности он, как указывает доктор исторических наук О. В. Хлевнюк, «выполнял основную часть работы в правительстве».
В 1938—1950 годах избирался депутатом Верховного Совета РСФСР по Ефремовскому избирательному округу. В эти годы он неоднократно посещал Ефремов, оказывал значительную помощь в строительстве и восстановлении города и Ефремовского завода синтетического каучука по окончании Великой Отечественной войны.

### В годы Великой Отечественной войны
В годы Великой Отечественной войны (1942—1945) — член Государственного комитета обороны (ГКО) и член комитета при Совете народных комиссаров СССР по восстановлению хозяйства на освобождённых территориях (с 1943).
Сразу по окончании Великой Отечественной войны включён в состав Специального комитета при ГКО — для упрощения снабжения проекта. Для этого ему было поручено организовать управление № 1 Госплана, которое возглавил Н. А. Борисов, по указанию ГКО в связи с этим освобождённый от другой работы по Госплану и ГКО.
С 21 февраля 1941 года — кандидат в члены, а с 26 февраля 1947 года — член Политбюро ЦК ВКП(б). 27 сентября 1943 года избран действительным членом АН СССР по Отделению экономики и права.

### После Великой Отечественной войны
В 1945 году Н. А. Вознесенский вошёл в состав комиссии под руководством А. И. Микояна (Вознесенский, И. Г. Кабанов, Б. Л. Ванников, А. П. Завенягин, Н. А. Борисов), которой было поручено курировать обеспечение ногинского завода № 12 (нынешнее ОАО «Машиностроительный завод», Электросталь) оборудованием для плавки урановой руды.
Этот завод был обеспечен вакуумными высокочастотными электропечами советского производства, за счёт вывоза из Германии и закупки по импорту; в этих печах выплавлялись урановые стержни для реактора Ф-1.
В 1947 году опубликовал монографию «Военная экономика СССР в период Отечественной войны», за которую был удостоен Сталинской премии первой степени (1948). Л. Ф. Ильичёв в выступлении на XXII съезде КПСС отмечал: «Книгу эту ещё в рукописи прочитал с карандашом в руках Сталин и сделал свои пометки и даже некоторые вставки». Впоследствии она была объявлена антимарксистской.
В том же 1945 году Н. А. Вознесенскому было поручено совместно с НКАП рассмотреть вопрос об использовании металлургического оборудования, вывозимого из Германии, на завод № 261 в Новоуральске. В 1946 году на площадке строительства завода № 261 началось сооружение газодиффузионного завода, носившего название Комбинат № 813 (завод Д-1) и предназначенного для производства высокообогащённого урана.
Завод дал первую продукцию в 1949 году.

### Арест и гибель
В связи с «Ленинградским делом», 7 марта 1949 года снят с поста заместителя председателя Совета министров СССР и выведен из состава Политбюро ЦК, в сентябре этого же года опросом исключён из состава ЦК ВКП(б). 11 сентября 1949 года Политбюро ЦК приняло постановление «О многочисленных фактах пропажи секретных документов в Госплане СССР», которое утверждало предложение комиссии партийного контроля об исключении Вознесенского из состава ЦК ВКП(б) и предании его суду. 27 октября 1949 года арестован, ночью 30 сентября 1950 осуждён к «высшей мере наказания» — расстрелу. Через час после вынесения приговора был расстрелян. Реабилитирован Военной коллегией Верховного Суда СССР 30 апреля 1954 года. КПК при ЦК КПСС подтверждено членство в партии.

## Семья
Сёстры: 
- Вознесенская Мария Алексеевна (1901—1950). В 1937 году арестована по обвинению в том, что была участницей контрреволюционной троцкистско-зиновьевской организации и вместе с мужем, чехом Фёдором Францевичем Визнером (1895—1971), а также двумя малолетними сыновьями сослана в Красноярский край. Через полтора года благодаря Н. А. Вознесенскому и А. А. Жданову ссылка была отменена. Арестована и расстреляна по «Ленинградскому делу». На момент ареста в 1949 году была первым секретарём Куйбышевского райкома ВКП(б) в Ленинграде[17].
- Воскресенская Валентина Алексеевна (1905—1996), отбывала наказание вместе с матерью в Туруханском крае.

Братья:
- Вознесенский Александр Алексеевич (1890—1950), также расстрелян по «Ленинградскому делу»
- Вознесенский Валентин Алексеевич (1905—?)

Супруга с 1928 года — Мария Андреевна Литвинова (1909—2000).
Дочери:
- Майя Николаевна Самсонова (1930—2019)[19], архитектор, жена архитектора А. Б. Самсонова.
- Наталья Николаевна Вознесенская (1941—?), химик.

## Оценки личности
И. А. Бенедиктов в своих воспоминаниях отмечал государственное мышление Вознесенского, его энергичность, целеустремлённость и большую работоспособность, которой он выделялся, однако при этом «его недостатки, как это часто случается, были продолжением достоинств. Николай Алексеевич иногда мог быть грубым, резким, ему ничего не стоило, вспылив, накричать, унизить и оскорбить человека». По словам Бенедиктова, в связи с этим партийная организация Госплана однажды чуть не исключила Вознесенского из партии, «за барски пренебрежительное отношение к людям». Бенедиктов отмечал, что Вознесенский считался «любимцем Сталина».
… Одной из главных проблем Казахстана был голод: доходило до употребления в пищу падали, коры деревьев, лебеды, были и случаи людоедства. Надо отдать должное С. И. Огольцову: о таких случаях он исправно докладывал в Москву и запрашивал помощи, но член Политбюро Н. А. Вознесенский, курировавший продовольственные проблемы, отвечал ему, что тут «имеют место кулацкие провокации», а потому никаких дополнительных поставок не нужно, а нужна «пролетарская расправа с зачинщиками провокаций», — то есть, с голодными людьми.

… на Политбюро высказывались различные мнения о возможности производства удовлетворить запросы Генштаба. Вносились различные предложения. Но самым авторитетным являлось слово члена ГКО , председателя Госплана СССР Н. А. Вознесенского. Он нередко не соглашался с мнением И. В. Сталина, других членов Политбюро и точно называл количество материально-технических средств, которые может дать промышленность для рассматриваемой операции. Его мнение являлось решающим. Н. А. Вознесенский прекрасно знал народное хозяйство, имел точные сведения о его работе и в своих суждениях, оценках почти никогда не ошибался.

Я сохранил о Н. А. Вознесенском самые лучшие воспоминания. Его отличало не только глубокое знание народного хозяйства, но и постоянная целеустремлённость, заряженность на работу. Он любил работать много и не уставал от дела. Николай Алексеевич обладал колоссальной энергией. Когда не позвонишь, неизменно найдёшь работающим. Н. А. Вознесенский являлся и сильным организатором: если поручалась какая-то задача, можно быть уверенным в том, что она будет решена. И ещё запомнился он как человек — обаятельный, доступный, благожелательный. Он был цельной и яркой натурой…
— Дважды Герой Советского Союза Маршал Советского Союза  Василевский А. М. Дело всей жизни. — 2-е изд., доп. — М.: Политиздат, 1975. — С. 538.

Большую власть Берия с Маленковым получили не сразу. Вскоре после войны их оттеснили от Сталина руководители нового поколения — «ленинградцы» — Вознесенский и другие… Но вскоре они отыгрались. Заместитель председателя Госснаба Михаил Помазнев написал письмо в Совет министров о том, что председатель Госплана Вознесенский закладывает в годовые планы заниженные показатели. Для проверки письма была создана комиссия во главе с Маленковым и Берией. Они подтянули к своему расследованию историю с подготовкой в Ленинграде Всероссийской ярмарки, которую руководители города и РСФСР просили курировать Вознесенского. И всё это представили как проявление сепаратизма. И получилось, что недруги Маленкова и Берии — поголовно враги народа.— Из воспоминаний Михаила Смиртюкова, заместителя заведующего секретариатом Совета народных комиссаров СССР
В то же время сын Л. П. Берия Серго Берия вспоминал, что его отец считал Вознесенского «наиболее талантливым из молодежи (не в политике, а в хозяйственной сфере), явно был к нему расположен, хотя тот выступал против Маленкова, с которым отец поддерживал свой баланс».

## Награды
- два ордена Ленина (21.2.1941; 29.5.1944)
- Сталинская премия первой степени (1948) — за научный труд «Военная экономика СССР в период Отечественной войны» (1947)
- медали

Лишён всех наград 11 декабря 1952 года, после посмертной реабилитации награды возвращены.

## Память
Имя Н. А. Вознесенского присвоено в 1963 году Финансово-экономическому институту (ныне — Санкт-Петербургский университет экономики и финансов).

бюст Вознесенского на ст. Чернь

В Туле его именем названа одна из улиц в новых районах, а также установлен памятник перед зданием Тульского филиала Российского экономического университета имени Г. В. Плеханова.
В городе Енакиево Донецкой области Парк культуры и отдыха носит имя Н. А. Вознесенского.

## Сочинения
- Вознесенский Н. А. Военная экономика СССР в период Отечественной войны. — М.: Государственное издательство политической литературы (ОГИЗ — Госполитиздат), 1947. — 192 с.
- Вознесенский Н. А. Избранные произведения: 1931—1947. — М.: Политиздат, 1979. — 606 с.
- Академик Н. А. Вознесенский. Сочинения: 1931—1947 / Сост. Л. А. Вознесенский. — М.: Наука, 2018. — 644 с.